# Коликов, Георгий Германович
Гео́ргий Ге́рманович Ко́ликов (17 апреля 1909, Кизбой, Петриневский район, Вологодская область — 1981, Москва) — советский разведчик, полковник, участник Великой Отечественной войны.

## Биография
Родился в 1909 году в д. Кизбой, Петриневский района, Вологодской области, в крестьянской семье. Русский.
В РККА с 1931 года. Член ВКП(б) с 1932 года.
В 1936 году окончил Объединённую кавалерийскую школу.
С 1938 по 1941 год обучался на Специальном факультете Военной академии им. М. В. Фрунзе — Высшей специальной школе Генштаба Красной армии.
После окончания Академии назначен помощником начальника штаба 4-го механизированного полка.
Участник Великой Отечественной войны. С июля 1941 по ноябрь 1943 года ─ помощник начальника РО (разведывательного отряда) штаба 50-й армии по агентурной разведке. «К выполнению порученных заданий относится добросовестно, проявляя при выполнении задания активность. Сведения о противнике, добываемые т. Коликовым и его работниками, в значительной мере помогли командованию армии громить врага под Тулой и Калугой… Т. Коликов ясно представляет задачи, поставленные перед работником разведотдела по агентуре, и как патриот — командир РККА, не жалея своих сил, добросовестно выполняет поставленные перед ним задачи командования» (из Наградного листа, 08.01.1942).
С ноября 1943 по июнь 1944 года ─ сотрудник РО штаба Западного фронта. Начальник 1-го отделения РО штаба 5-й армии. «Т. Коликов много работал в подготовительный к наступлению период по вскрытию группировки противника. Смел в принятии решения и настойчив в проведении его в жизнь» (из Наградного листа, 28.06.1944).
С 1950 по 1952 год был военным атташе при посольстве СССР в Канаде.
Окончил службу в 1955 году в звании полковника.

## Награды
- Медаль «За оборону Москвы»
- Орден Красной Звезды (1942)[3]
- Медаль «За победу над Германией в Великой Отечественной войне 1941—1945 гг.»